# José Mentor

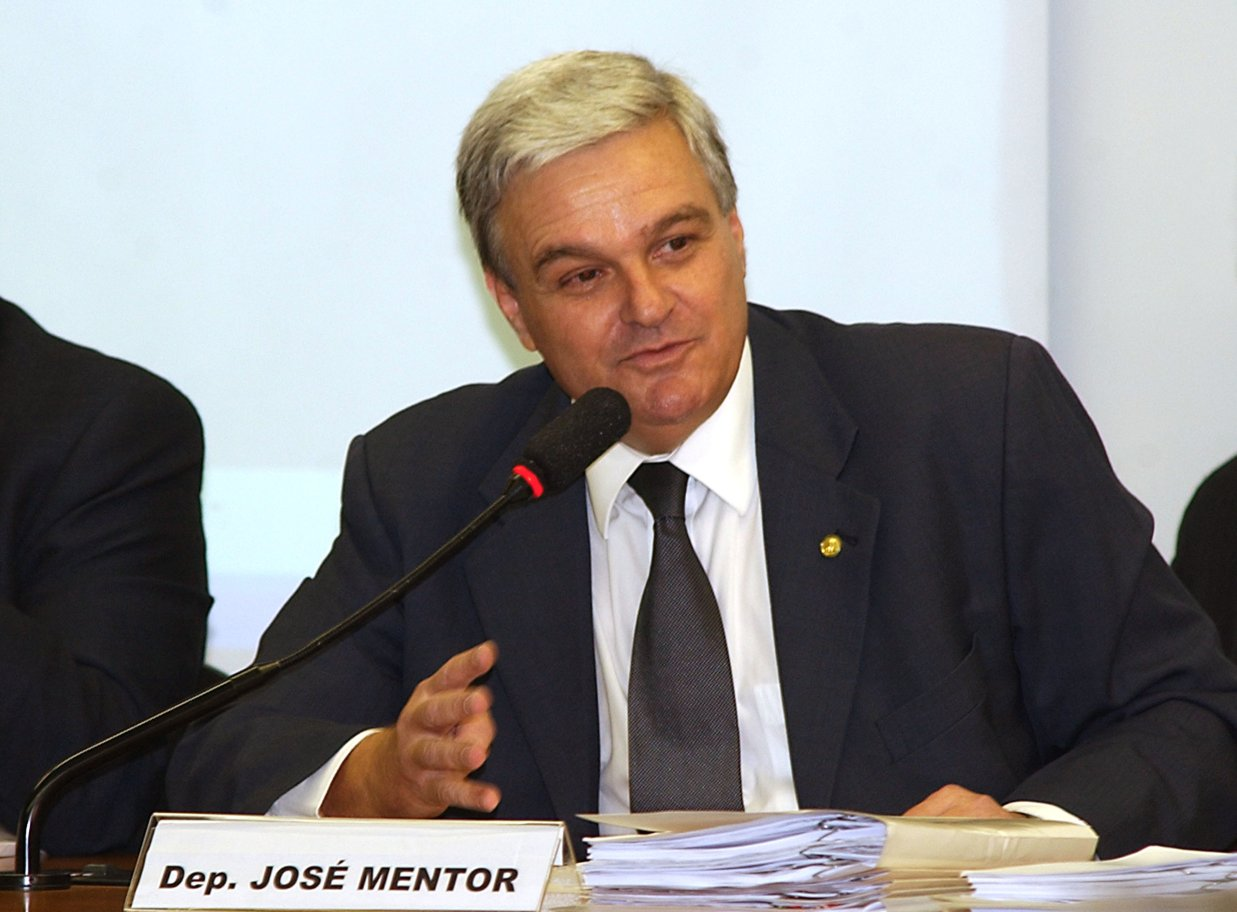
José Mentor

José Mentor Guilherme de Mello Netto, bekannt als José Mentor, (* 30. September 1948 in Santa Isabel, Bundesstaat São Paulo, Brasilien; † 25. Juli 2020 in São Paulo) war ein brasilianischer Rechtsanwalt und Politiker. Er war Mitglied des Partido dos Trabalhadores (PT), Stadtrat, Landes- und Bundesabgeordneter.

## Leben und Wirken
José Mentor war der Sohn von Assis Mentor Couto Mello und Encarnação Mentor Couto Mello, die ihn nach seinem gleichnamigen Großvater benannten, weshalb ihm der Namenszusatz Enkel beigefügt wurde. Er studierte an der Pontifícia Universidade Católica de São Paulo von 1967 bis 1971 Rechtswissenschaften und arbeitete fortan als Anwalt. In dieser Zeit der Militärdiktatur wurde er durch die Studentenbewegungen politisiert und wurde mehrfach verhaftet. Er war 1977 in den ehemaligen Movimento Democrático Brasileiro eingetreten, seine politische Laufbahn begann jedoch erst als Gründungsmitglied der Arbeiterpartei Partido dos Trabalhadores (PT) 1979, in der er später auch Ämter innehatte.
Nach der Militärdiktatur wurde er von 1989 bis 1991 Abgeordneter der Legislativversammlung des Bundesstaats São Paulo (11. Legislaturperiode) und wurde bereits 1988 mit 16.266 Stimmen in die Assembleia Constituinte Paulista gewählt, die dem Bundesstaat eine neue Verfassung gab. Von 1993 bis 2003 war er Stadtrat (vereador) der Stadt São Paulo, die sich in diesem Zeitraum zu einer 10-Millionen-Einwohner-Metropole entwickelte.
Zeitgleich mit der erfolgreichen Kandidatur seines Parteigenossen Luiz Inácio Lula da Silva zum Präsidenten, wurde er erfolgreich zum Bundesabgeordneten seines Heimatstaates in die Abgeordnetenkammer des Nationalkongresses gewählt. Er trat sein Amt am 1. Februar 2003 an und hatte es nach dreimaliger Wiederwahl bis 2019 ununterbrochen inne.

## Kontroversen
Man warf Mentor auch Verstrickungen in die Operation Lava Jato vor.

## Erkrankung und Tod
José Mentor wurde am 12. Juli 2020 in ein Krankenhaus in São Paulo eingeliefert und verstarb dort am 25. Juli 2020 im Alter von 71 Jahren an den Folgen von COVID-19. Zahlreiche Beileidsbekundungen erfolgten, auch von Brasiliens ehemaligen Präsidenten Lula da Silva. Mentor wurde auf dem Friedhof Congonhas beigesetzt.